# Wodnica (województwo dolnośląskie)
Wodnica (niem. Friedrichshain)  – wieś w Polsce, położona w województwie dolnośląskim, w powiecie wołowskim, w gminie Wołów.
Do 2023 r. miejscowość była przysiółkiem wsi Tarchalice.
W latach 1975–1998 przysiółek należał administracyjnie do województwa wrocławskiego.
Na terenie osady stoi pomnik żołnierzy 13. Armii Radzieckiej.